# Häxprocessen i Leksand
Häxprocessen i Leksand ägde rum i Leksand under det stora oväsendet 1671. Omkring hundra personer tycks ha åtalats för trolldom. 14 av dess dömdes till döden av tingsrätten, medan åtta i slutändan blev avrättade 6 februari 1671. 

## Historik
Efter den stora häxprocessen i Mora 1669 spred sig ryktet i Dalarnas bygder om att häxor förde bort barn till Blåkulla. Oroliga föräldrar kontaktade myndigheterna och krävde att utpekade misstänkta skulle förhöras, vilket ledde till att häxprocesser uppkom i Orsa, Rättvik, Leksand, Lima och Stora Tuna de följande åren. 
Den lagförde åtminstone 14 misstänkta, och resulterade i åtta avrättningar och en avliden i fängelset före avrättning.
Sex personer mottog en villkorlig dödsdom: Knuts Mats Andersson i Rälta; Skrålle Pehr Olsson i Walsarfvet; Brijta Waske Erichs i Giähle; Kirstin i Ualfvardsbodarne; Skommar Brijta i Plingsberg; och Kirstin lans Matssons i Lakenees dömdes till döden med förbehållet, att om de på avrättningsplatsen erkände sin skuld, skulle de avrättas, och om de vidhöll sin oskuld, skulle de friges. 
Sex personer mottog dödsdom av tingsrätten men benådades från dödsstraffet av högre domstol: Brijta, Per Persons i Åkre; Karin ILo Lispets dotter i Wästierna; Kirstin Johans dotter på Hallen; Margeta, Jon Anderssons i Böhle; Halfvards Kirstins Brijta; och ilo Anna blev benådade av högre rätt för sin ungdom, frivilliga bekännelse, ånger och hopp om bättring. 
Tolv personer mottog längre straff: Fyra personer dömdes till att slita ris; fyra till uppenbar skrift; och fyra (alla pojkar) dömdes till gatlopp. Åttioåtta personer frikändes helt. 
Avrättningen av de dödsdömda ägde rum 6 februari 1671. Fogden Johan Arfvidsson underrättade landshövding Duwall om att samtliga dödsdömda hade förts till avrättningsplatsen övertygade om att de blivit dömda till döden; att ingen hade erkänt sig skyldig, och att de som mottagit villkorlig dödsdom därför hade frikänts, vilket innebar att endast de åtta som mottagit ovillkorlig dödsdom hade blivit avrättade. Avrättningarna ägde rum genom halshuggning följt av bränning på bål.  

## De dömda i Leksand[2]
Följande 14 personer dömdes till döden av tingsrätten: 
1. Knuts Mats Andersson i Rälta (villkorlig dödsdom)
2. Hustro Brijta, Peder Peerssons i Åkre (benådad)
3. Hustro Karin, Litsle Joens i Diur
4. Litsle Haasses Ingierd i Torberg
5. Heed Nilssons Brijta i Almo
6. Johans Karin på Hall
7. Karin, Anders Olssons Hustru i Andersbo
8. Anna, Bärtils Olufs Nielssons i Andersbo
9. Bengdtzar Malin på Backan
10. Kirstin i Dalfvardsbodarne (villkorlig dödsdom)
11. Brijta, Waske Erichs i Giåhle (villkorlig dödsdom)
12. Skomakare Brijta i Plingsbergh (villkorlig dödsdom)
13. Kerstin, Hans Matssons i Lakenees (villkorlig dödsdom)
14. Skrålle Peer i Waltsarfvet (villkorlig dödsdom; avliden i fängelset före avrättningen)

Av dessa 14 fick åtta sin dödsdom bekräftade av högre rätt; sex mottog en villkorlig dödsdom, och en blev benådad. De med villkorlig dödsdom fick sina dödsdomar upphävda när de vägrade bekänna, vilket innebär att endast de med ovillkorlig dödsdom avrättades.